# Сухе гасіння коксу
Сухе гасіння коксу найпрогресивніший сучасний спосіб охолодження коксової маси після її вивантаження з коксової печі. Вперше застосований у 1970-х роках. Сьогодні широко розповсюджений у світі. 

## Загальні характеристики
Однією з особливостей сучасних великих коксохімічних заводів є наявність в складі заводу установок сухого гасіння коксу (УСТК). Сухе гасіння коксу дозволяє разом з використанням фізичного тепла розжареного коксу для отримання пари високих енергетичних параметрів підвищити якість коксу і техніко-економічні показники коксохімічного і доменного виробництва, а також істотно знизити забруднення повітряного і водного басейнів.
Перша з чотирьох УСТК на Авдіївському коксохімічному заводі була споруджена і введена в експлуатацію в період 1966-1968 років. Вона призначена для гасіння коксу з батарей №№ 3-4 і складається з чотирьох блоків (камера-казан) – трьох робочих і одного резервного. Розжарений кокс з камери коксування з температурою 1000-10500C в спеціальному коксоприймальному вагоні доставляється до УСТК. Для охолоджування коксу в камеру тушіння через щілинний отвір по периметру нижньої конусної частини, через дутьовий пристрій в центрі завантаження подається циркуляційний газ з температурою 180-200 0C. Циркуляційний газ (умовно інертний) утворюється з повітря, що знаходиться в системі установки, яке після проходження через шар розжареного коксу, утворює СО, CO2. Проходячи через шар коксу, газ нагрівається і через верхній кільцевий канал подається в пилоосаджувальний бункер, потім в газову частину казана-утилізатора, і пиловіддільний циклон. Охолоджений і очищений циркуляційний газ димососом знов подається в камеру гасіння.
Вивантаження згашеного коксу здійснюється безперервно за допомогою розвантажувального пристрою автоматично порціями 1,3-1,6 т частотою 1,0-1,5 хв. при роботі на проектному режимі. Розвантажувальний пристрій складається з двох відсікачів, проміжного бункера, затворів, рампи холодного коксу, перекидного лотка і затвора рампи.

## Характеристика УСТК
- Продуктивність по коксу на одному блоці, т/год			50,0-54,0
- Температура гарячого коксу, 0C					1000-1050,
- Температура погашеного коксу, 0C					200-250
- Продуктивність казана-утилізатора за парою, т/год			25,0
- Тиск перегрітої пари, МПа (ат)					3,9 (39,0)
- Температура перегрітої пари, 0C					450
- Витрата циркуляційних газів, м3/год					75000-80000
- Температура циркуляційних газів на вході в казан, 0C		750-800
- Температура циркуляційних газів на вході в камеру, 0C		180-200

## Практика застосування методу
Успішне освоєння коксових батарей з печами ємкістю 30 м3 на Ясинівському і Авдіївському КХЗ показали можливість забезпечення рівномірного обігріву печей ще більшої висоти і довжини, що дозволило рекомендувати до впровадження печі ємкістю 41,6 м3 з розмірами камери: довжина – 16 м, висота – 7 м і ширина – 410-450 мм залежно від технічних властивостей коксованої шихти. Розробка даної конструкції коксових печей була почата в 1978 році з нижнім підведенням коксового газу і нижнім регулюванням повітря. Печі пристосовані для обігріву тільки коксовим газом і забезпечені комплексом засобів для управління рівномірністю обігріву коксового пирога. Кладка огрівальних простінків передбачалась з динасової цегли зниженої щільності з підвищеною теплопровідністю, що повинно було забезпечити інтенсифікацію технологічного процесу за рахунок збільшення швидкості коксування. Печі устатковані дверима з пружинними затискачами на трьох рівнях і вдосконаленими механізмами для чищення дверей, броні і рам. Для створення необхідних оптимальних умов роботи механізмів чищення дверей було проведене вивчення різних типів футеровки дверей, конструкцій цеглотримачів.
Коксова батарея забезпечена вентиляційною установкою для подачі очищеного повітря в підбатарейне приміщення, і опалювальну систему. Прийнята чотирибатарейна компоновка коксового цеху з 65 печами в одній батареї. Робота машин, обслуговуючих коксову установку, максимально автоматизована, а частка ручної праці зведена до мінімуму.
Перша така батарея з об'ємом пічної камери 41,6 м3 була введена в експлуатацію на західносибірському металургійному заводі (батарея №7) в 1975 році, а в 1976-1977 роках такі ж батареї були введені в дію на Авдіївському коксохімічному заводі (батареї №7 і 8), в 1978 – на Кемеровському коксохімічному заводі, а в 1982 – на Алтайському (батареї №5 і 1).
Будівництво коксових батарей з камерами коксування об'ємом 41,6 м3 замість 21,6 м3 забезпечувало підвищення продуктивності праці приблизно в 1,9 разів і привело до зниження питомих капітальних вкладень на 22,5% і експлуатаційних витрат – на 19%.
Зростання продуктивності коксових батарей потребувало вдосконалення конструкції і технологічного режиму сухого гасіння коксу. Якщо з 1960 по 1971 роки в СРСР було побудовано і введено в експлуатацію 8 УСТК, то з 1978 року на семи коксохімічних заводах в експлуатації знаходилися 16 УСТК із загальною кількістю камер понад 70, які обслуговували 28 коксових батарей із загальною продуктивністю по гашеному коксу понад 13 млн т на рік. З дня пуску першої дослідної установки спосіб сухого гасіння коксу суттєво розвинувся. Як типовий проект в наш час[коли?] прийнята установка з індивідуальними підйомниками.